# Liste der Biografien/Brus
Liste der Biografien |
Portal Biografien |
Personensuche
# |
A |
B |
C |
D |
E |
F |
G |
H |
I |
J |
K |
L |
M |
N |
O |
P |
Q |
R |
S |
T |
U |
V |
W |
X |
Y |
Z |
?
 
Ba |
Be |
Bd |
Bg |
Bh |
Bi |
Bj |
Bl |
Bm |
Bn |
Bo |
Br |
Bs |
Bu |
Bw |
By |
Bz
 
Bra |
Brc |
Brd |
Bre |
Brg |
Bri |
Brj |
Brk |
Brl |
Brn |
Bro |
Brp–Brt |
Bru |
Brv |
Bry |
Brz
 
Brua |
Brub |
Bruc |
Brud |
Brue |
Bruf |
Brug |
Bruh |
Brui |
Bruj |
Bruk |
Brul |
Brum |
Brun |
Brup |
Brur |
Brus |
Brut |
Bruu |
Bruv |
Bruw |
Brux |
Bruy |
Bruz
Die Liste der Biografien führt alle Personen auf, die in der deutschsprachigen Wikipedia einen Artikel haben. Dieses ist eine Teilliste mit 180 Einträgen von Personen, deren Namen mit den Buchstaben „Brus“ beginnt.

## Brus
- Brus von Müglitz, Anton (1518–1580), Bischof von Wien und Erzbischof von Prag
- Brus, Günter (1938–2024), österreichischer Aktionskünstler und Maler
- Brus, Johannes (* 1942), deutscher Künstler
- Brus, Louis (* 1943), US-amerikanischer Physiker und Chemiker
- Brus, Robert de († 1094), normannischer Militär
- Brus, Robert de, Earl of Carrick (1243–1304), englisch-schottischer Magnat
- Brus, Robert de, Lord of Annandale († 1142), normannischer Adliger und Militär
- Brus, Robert de, Lord of Annandale († um 1194), englisch-schottischer Adliger
- Brus, Robert de, Lord of Annandale (um 1195), englisch-schottischer Adliger
- Brus, Robert de, Lord of Annandale († 1295), englisch-schottischer MagnatRobert de Brus, Lord of Annandale († 1295)

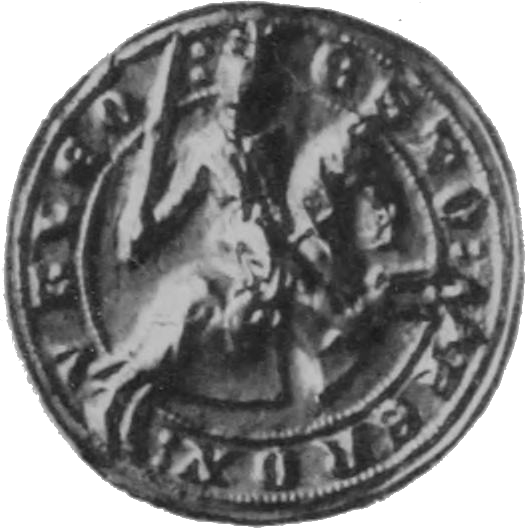
Robert de Brus, Lord of Annandale († 1295)

- Brus, William de, englisch-schottischer Adliger

### Brusa
- Brusa, Anselme (1899–1969), französischer Ruderer
- Brusa, Emilio (1843–1908), italienischer Rechtsgelehrter und Senator
- Brusa, Katharina Ronja (* 1993), Schweizer Schauspielerin
- Brusa, Paul (* 1985), deutsch-italienischer Schauspieler
- Brusák, Franz (1840–1918), Weihbischof in Prag
- Brusasorzi, Domenico (1516–1567), italienischer Maler des Cinquecento
- Brusasorzi, Felice († 1605), italienischer Maler des Cinquecento
- Brusati, Franco (1922–1993), italienischer Dramatiker, Drehbuchautor und Filmregisseur
- Brusati, Giancarlo (1910–2001), italienischer Fechtsportler und Sportfunktionär
- Brusati, Ricardo Guerrino (1945–2023), italienischer Geistlicher, römisch-katholischer Bischof von Janaúba
- Brusati, Roberto (1850–1935), italienischer Generalleutnant und Senator
- Brusatin, Manlio (* 1943), italienischer Architekt und Kunsthistoriker
- Brusatori, Giovanni (* 1946), italienischer Schauspieler und Filmregisseur
- Brusatte, Stephen L. (* 1984), US-amerikanischer Wirbeltierpaläontologe, Evolutionsbiologe und Sachbuchautor
- Brusatti, Alois (1919–2008), österreichischer Wirtschafts- und Sozialhistoriker
- Brusatti, Otto (* 1948), österreichischer Radiomoderator, Musikwissenschaftler und Schriftsteller

### Brusb
- Brusberg, Dieter (1935–2015), deutscher Galerist und Kunsthändler

### Brusc
- Brusca, Giovanni (* 1957), italienischer Angehöriger der sizilianischen Cosa Nostra
- Bruscagin, Matteo (* 1989), italienischer Fußballspieler
- Bruscantini, Sesto (1919–2003), italienischer Opernsänger (Bass/Bariton)
- Brusch von Neiberg, Johann (1666–1742), Jurist und Syndikus der Stadt Eger
- Brusch, Balthasar (1512–1589), böhmischer Buchbinder und Buchhändler
- Brusch, Ferdinand (* 1941), deutscher Fußballspieler
- Brusch, Kaspar (1518–1557), Humanist, evangelisch-lutherischer Theologe, Hofpfalzgraf, gekrönter Poet
- Brusch, Klaus (* 1950), deutscher Fußballspieler
- Brusch, Paul (* 1884), deutscher Politiker (NSDAP), MdR
- Brusch, Tristan (* 1988), deutscher PopmusikerTristan Brusch (* 1988)

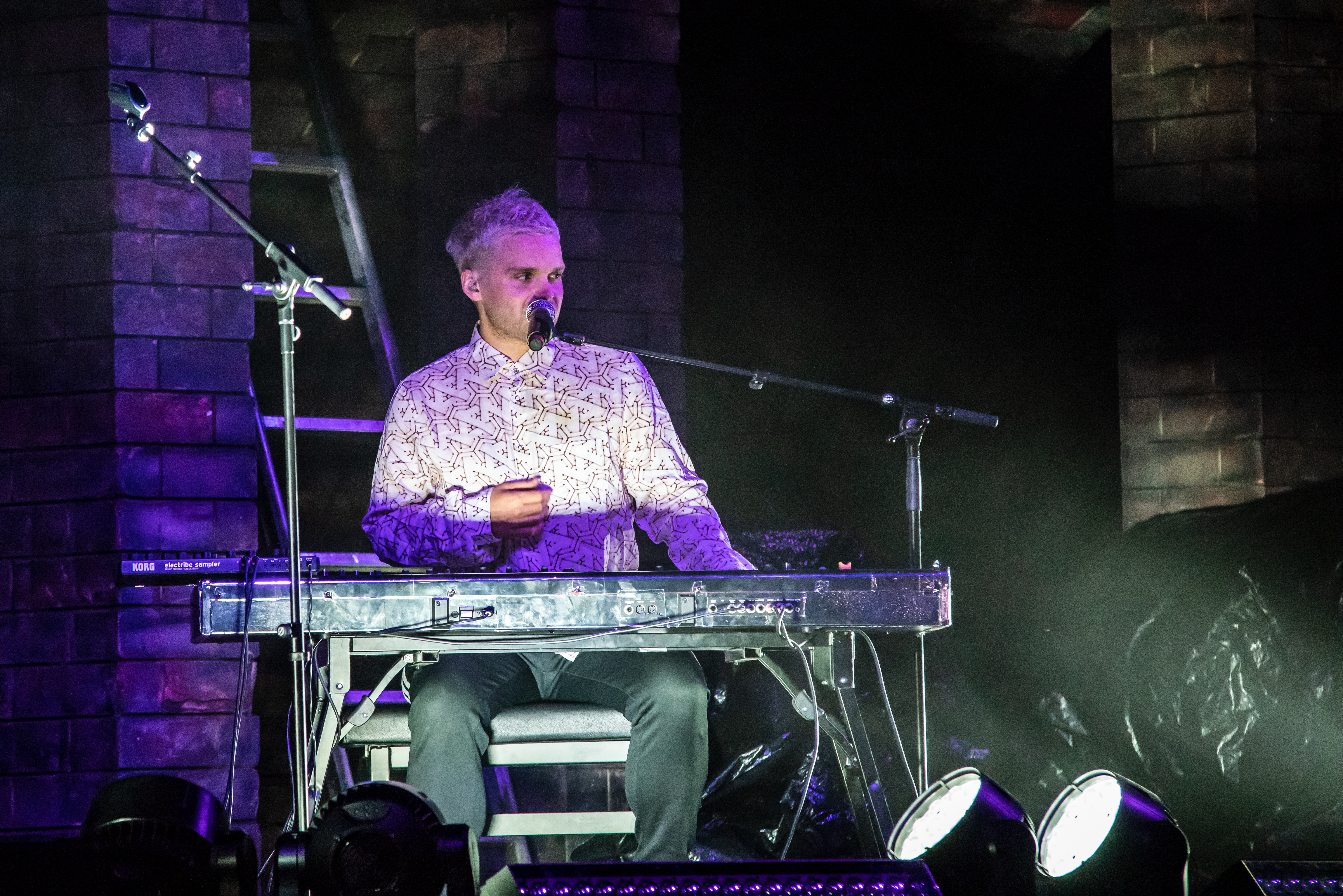
Tristan Brusch (* 1988)

- Brusch, Wilfried (* 1941), deutscher Erziehungswissenschaftler
- Bruschera, Mario (1887–1968), italienischer Radrennfahrer
- Bruschetta, Ninni (* 1962), italienischer Schauspieler, Theaterregisseur und Drehbuchautor
- Bruschi, Ramiro (* 1981), uruguayischer Fußballspieler
- Bruschi, Tedy (* 1973), US-amerikanischer American-Football-Spieler
- Bruschini, Laura (* 1966), italienische Beachvolleyballspielerin
- Bruschini, Vito (* 1943), italienischer Regisseur und Drehbuchautor sowie Journalist
- Bruschke, Erich (1893–1961), deutscher Politiker (SPD)
- Bruschke, Werner (1898–1995), deutscher Politiker (SPD, SED), MdV, Ministerpräsident von Sachsen-Anhalt
- Brüschke, Wolfgang (* 1951), deutscher Brigadegeneral der Bundeswehr
- Brüschweiler, Anton (* 1963), Schweizer Gitarrist, Komponist, Liedermacher, Kolumnist und Schriftsteller
- Brüschweiler, Carl (1878–1956), Schweizer Statistiker
- Bruschweiler, Joel (* 1985), Schweizer Volleyballspieler
- Brüschweiler, Jura (1927–2013), Schweizer Kunsthistoriker
- Bruscolotti, Giuseppe (* 1951), italienischer Fußballspieler

### Bruse
- Bruse, August (1903–1984), deutscher Politiker (SPD), MdB
- Bruse, Hermann (1904–1953), deutscher Maler und Graphiker
- Bruse, Michael (* 1969), deutscher Geograph und Hochschullehrer
- Brusegan, Marcello (1954–2016), italienischer Bibliotheksdirektor und Kunsthistoriker
- Bruseghin, Marzio (* 1974), italienischer Radrennfahrer
- Brüsehaber, Michael (* 1953), deutscher Fußballspieler
- Brüseke, Franz Josef (* 1954), deutscher Soziologe und Schriftsteller
- Brüseke, Peter (1947–2018), deutscher Politiker (SPD), Bürgermeister von Soest
- Brüseke, Robin (* 1993), deutscher Fußballtorwart
- Brüsemeister, Thomas (* 1962), deutscher Soziologe
- Brusenbauch, Arthur (1881–1957), österreichischer Maler
- Brüser, Elke (* 1952), deutsche Biologin, Medizin- und Wissenschaftsjournalistin
- Brusewitz, Alice (1858–1927), neuseeländische Lehrerin und professionelle Fotografin
- Brüsewitz, Carl Friedrich (1919–2008), niederländischer mennonitischer Theologe
- Brusewitz, Ellen (1878–1952), schwedische Tennisspielerin
- Brusewitz, Gunnar (1924–2004), schwedischer Künstler, Verfasser, Pressezeichner und Illustrator
- Brüsewitz, Henning von (1862–1900), preußischer Offizier
- Brüsewitz, Joachim von (1891–1966), deutscher Balletttänzer
- Brüsewitz, Karl Friedrich von (1738–1811), preußischer Kavallerieoffizier, zuletzt Regimentschef und Generalleutnant
- Brüsewitz, Oskar (1929–1976), evangelischer Pfarrer

### Brush
- Brush, Charles Francis (1849–1929), amerikanischer Erfinder, Unternehmer und Philanthrop
- Brush, Ellie (* 1988), australische Fußballspielerin
- Brush, George de Forest (1855–1941), US-amerikanischer Maler
- Brush, George Jarvis (1831–1912), US-amerikanischer Mineraloge
- Brush, Henry (1778–1855), US-amerikanischer Jurist und Politiker
- Brush, James D. (1879–1966), US-amerikanischer Politiker (Demokraten)
- Brush, Jared L. (1835–1913), US-amerikanischer Politiker
- Brush, Stephen (* 1935), US-amerikanischer Wissenschaftshistoriker
- Brüshafer, Otto (* 1885), deutscher Politiker (DNVP)
- Brushy One String, jamaikanischer Sänger und Bassist der Calypso- und Reggaemusik

### Brusi
- Brusilovsky, Noam (* 1989), israelischer Theater- und Hörspielregisseur
- Brusilow, Anshel (1928–2018), US-amerikanischer Violinist und Dirigent
- Brusina, Spiridon (1845–1908), österreich-ungarischer Zoologe und Paläontologe
- Brusis, Ilse (* 1937), deutsche Politikerin (SPD), MdL
- Brusius, Walter (* 1950), deutscher Maler

### Brusk
- Brüske, Christoph (* 1965), deutscher Kabarettist
- Bruske, Erwin (* 1936), deutscher Fußballspieler
- Brüske, Tanja (* 1975), deutsche Fußballspielerin
- Bruske, Tanja (* 1978), deutsche Phantastik-Autorin und Journalistin
- Bruskewitz, Fabian Wendelin (* 1935), US-amerikanischer Geistlicher, emeritierter Bischof von Lincoln
- Bruski, Rafał (* 1962), polnischer Politiker und Stadtpräsident von Bydgoszcz
- Bruskin, Grisha (* 1945), russischer Künstler
- Bruskina, Mascha (1924–1941), sowjetische PartisaninMascha Bruskina (1924–1941)

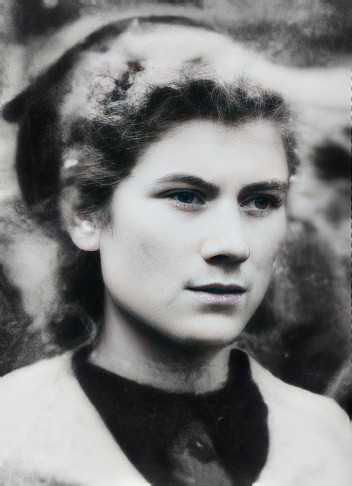
Mascha Bruskina (1924–1941)

- Bruskolini, Oliver (* 1993), deutscher Autor und Lyriker
- Bruskotter, Eric (* 1966), US-amerikanischer Schauspieler
- Bruskow, Bruno († 1487), Bürgermeister von Lübeck
- Bruskow, Johann († 1449), Ratsherr der Hansestadt Lübeck

### Brusl
- Brusletten, Reidun (* 1936), norwegische Politikerin (Kristelig Folkeparti)
- Brusletto, Anne (* 1951), norwegische Skirennläuferin
- Brusletto, Anne Cecilie (* 1988), norwegische Skirennläuferin

### Brusn
- Brusnew, Michail Iwanowitsch (1866–1937), russischer Revolutionär, Ingenieur und Polarforscher
- Brusniak, Friedhelm (* 1952), deutscher Musikpädagoge in Würzburg
- Brusnikina, Olga Alexandrowna (* 1978), russische Synchronschwimmerin und Olympiasiegerin
- Brusnizyn, Lew Iwanowitsch (1784–1857), russischer Bergbauingenieur

### Bruso
- Bruso, Nora Jean (* 1956), amerikanische Bluesmusikerin (Gesang, Songwriting)
- Brusokas, Saulius (* 1968), litauischer Strongman, Vizemeister Litauens
- Bruson, Renato (* 1936), italienischer Opernsänger (Bariton)Renato Bruson (* 1936)

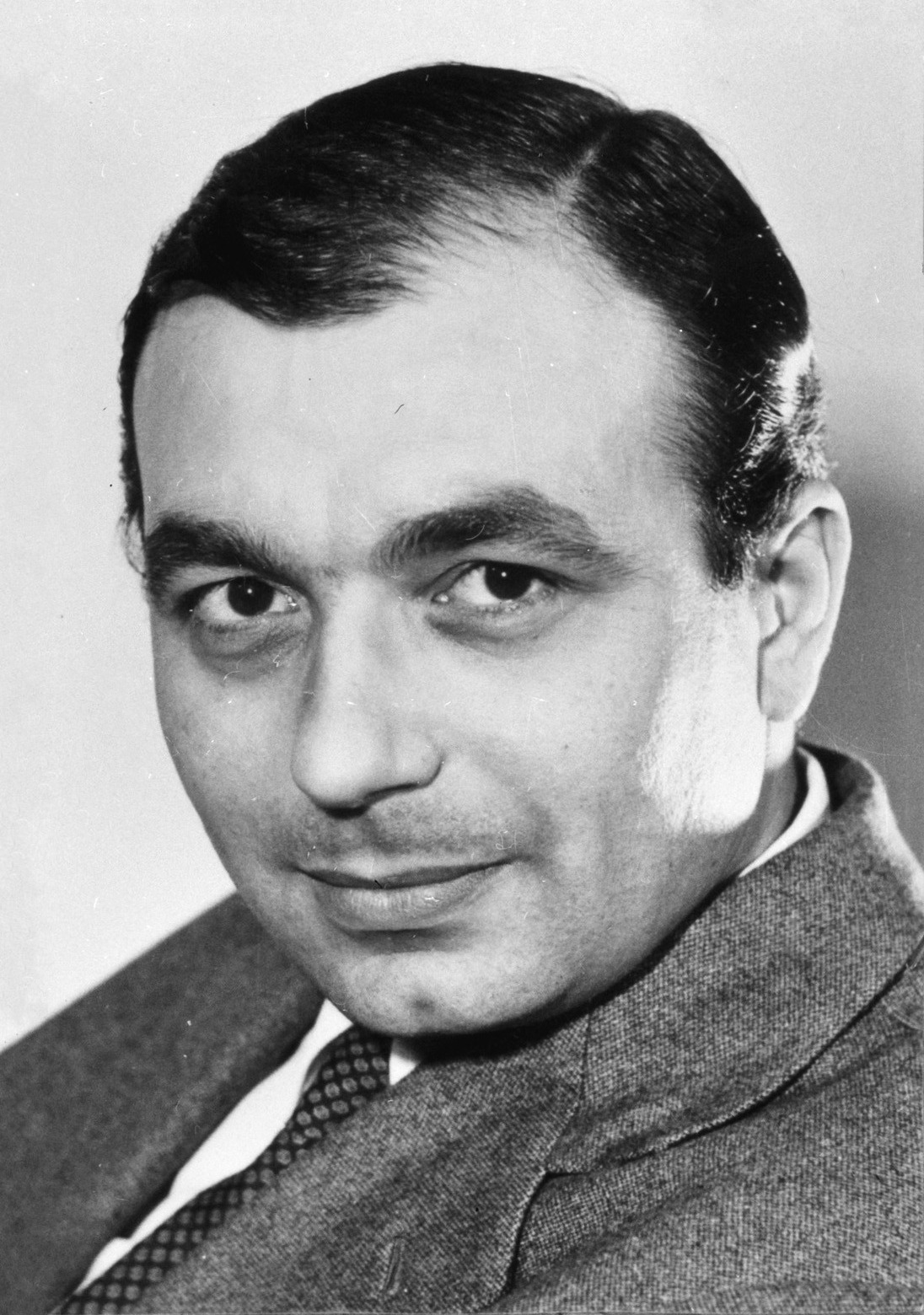
Renato Bruson (* 1936)

- Bruson, Simone (* 1983), italienischer Radrennfahrer
- Brusoni, Enrico (1878–1949), italienischer Radrennfahrer
- Brusoni, Girolamo (* 1614), italienischer Romanautor, Novellist, Historiker

### Bruss
- Bruß, Dagmar (* 1963), deutsche Physikerin und Professorin
- Bruss, Franz Thomas (* 1949), deutsch-belgischer Mathematiker
- Brüß, Hans (1912–1944), deutscher Funktionär der Hitler-Jugend
- Bruß, Werner (* 1920), deutscher SS-Offizier und verurteilter Kriegsverbrecher
- Brussatis, Reinhold (1855–1928), deutscher Konteradmiral der Kaiserlichen Marine
- Brusse, Kees (1925–2013), niederländischer Bühnen- und Filmschauspieler
- Brusse, Marie Joseph (1873–1941), niederländischer Schriftsteller und Journalist
- Brusseaux, Michel (1913–1986), französischer Fußballspieler
- Brussee, Arjan (* 1972), niederländischer Spieleentwickler und Game Designer
- Brussel, Gust van (1924–2015), flämischer Schriftsteller
- Brussel, James A. (1905–1982), US-amerikanischer Psychiater
- Brüssel, Julia (* 1993), deutsche Jazz- und Improvisationsmusikerin
- Brüsselbach, Karl-Heinz, deutscher Ministerialbeamter
- Brusselers, Toon (1933–2005), niederländischer Fußballspieler
- Brusselle, Joseph von (1808–1862), deutscher Offizier, Gutsbesitzer und Abgeordneter
- Brusselmans, Herman (* 1957), belgischer Schriftsteller, Dichter, Verfasser von Theaterstücken, Kolumnist
- Brusselmans, Jean (1884–1953), belgischer Maler
- Brusselmans, Michel (1886–1960), belgischer Komponist
- Brussenski, Gleb (* 2000), kasachischer Radrennfahrer
- Brussenzow, Nikolai Petrowitsch (1925–2014), russischer Radiotechniker und Informatiker
- Brussig, Carmen (* 1977), deutsche Judoka-Behindertensportlerin
- Brussig, Johann (1867–1946), deutscher Komponist und Gründer eines Notenverlages
- Brussig, Ramona (* 1977), deutsche Judoka-Behindertensportlerin
- Brussig, Thomas (* 1964), deutscher Schriftsteller und DrehbuchautorThomas Brussig (* 1964)

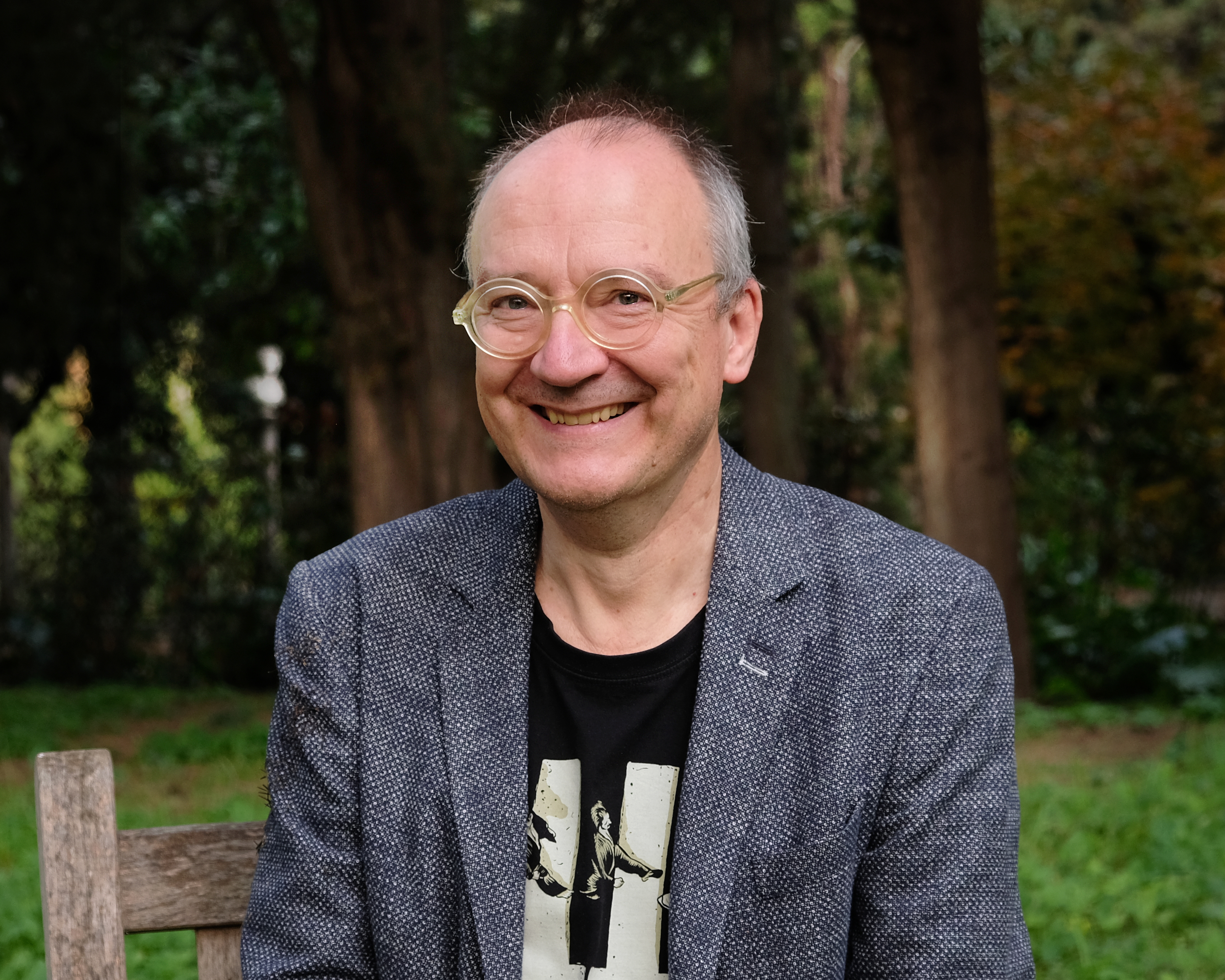
Thomas Brussig (* 1964)

- Brussilow, Alexei Alexejewitsch (1853–1926), russischer General
- Brussilow, Georgi Lwowitsch (1884–1914), russischer Marineoffizier und Polarforscher
- Brussilowski, Jewgeni Grigorjewitsch (1905–1981), russischer Komponist
- Brussin, Jean-Marie (1924–1958), französischer Rennfahrer und Industrieller
- Brüßler, Sarah (* 1994), deutsche Kanutin
- Brussmann, Reinhard (* 1957), österreichischer Musicaldarsteller, Opernsänger (Tenor) und Schauspieler
- Brussolo, Serge (* 1951), französischer Schriftsteller
- Brussow, Otto († 1510), deutscher römisch-katholischer Theologe

### Brust
- Brust, Alfred (1891–1934), deutscher Schriftsteller
- Brust, August (1862–1924), Gewerkschaftsvorsitzender
- Brust, Barry (* 1983), kanadischer Eishockeytorwart
- Brust, Georg Friedrich (1790–1854), deutscher Kommunalpolitiker, Bürgermeister und Bauunternehmer
- Brust, Herbert (1900–1968), deutscher Organist, Komponist und Musiklehrer; Schöpfer des Ostpreußenliedes
- Brust, Hermann (1907–1942), deutscher Landwirt und NS-Funktionär
- Brust, Karl Friedrich (1897–1960), deutscher Maler, Grafiker und Zeichner
- Brust, Leo Joseph (1916–1995), US-amerikanischer Geistlicher und Weihbischof in Milwaukee
- Brust, Steven (* 1955), US-amerikanischer Fantasy-Schriftsteller
- Brustad, Arne (1912–1987), norwegischer Fußballspieler
- Brustad, Bjarne (1895–1978), norwegischer Geiger, Bratscher und KomponistBjarne Brustad (1895–1978)

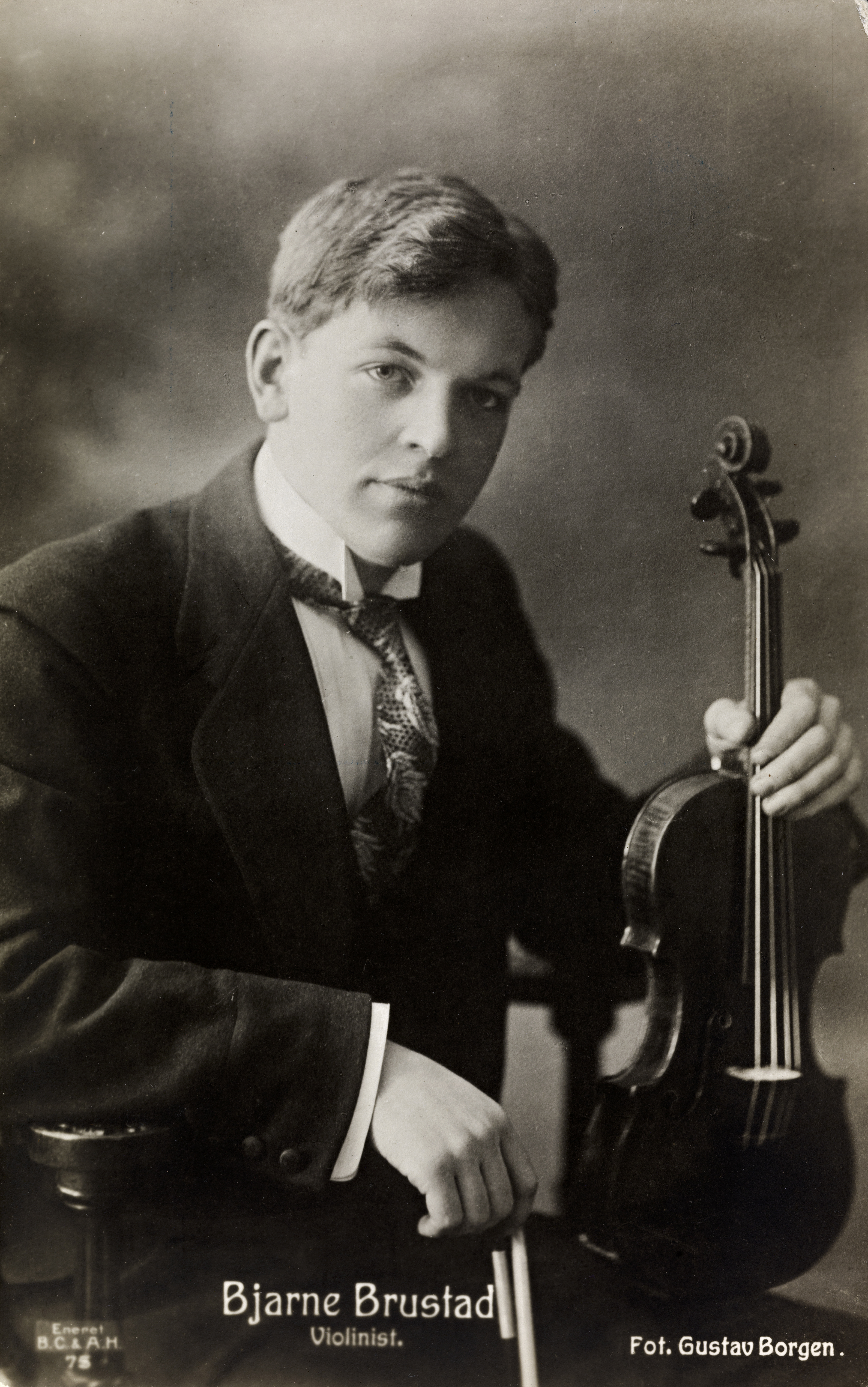
Bjarne Brustad (1895–1978)

- Brustad, Georg (1892–1932), norwegischer Turner
- Brustad, Sylvia (* 1966), norwegische Politikerin der sozialdemokratischen Arbeiderpartiet
- Brustat-Naval, Fritz (1907–1989), deutscher Kapitän, Journalist, Filmemacher und Autor
- Brustawitzki, Abraham (* 1908), deutsch-polnischer Journalist, Schriftsteller und Übersetzer
- Brustein, William (* 1947), US-amerikanischer Politikwissenschaftler
- Brustellin, Alf (1940–1981), österreichischer Filmemacher
- Brusten, Manfred (* 1939), deutscher Soziologe und Kriminologe
- Brüster, Birgit (* 1965), deutsche Schriftstellerin und Literaturdozentin
- Brüstle, Friedrich (1899–1969), deutscher Pädagoge und Politiker (BCSV, CDU)
- Brüstle, Matthias (* 1985), deutscher Telemark-Skifahrer
- Brüstle, Oliver (* 1962), deutscher Neuropathologe
- Brüstle, Wolfgang (* 1952), deutscher Geophysiker
- Brüstlein, Alfred (1853–1924), Schweizer Politiker
- Brüstlin, Wilhelm (* 1898), deutscher Kaufmann und Funktionär
- Brustman, Agnieszka (* 1962), polnische Schachspielerin
- Brustmann, Josef (* 1954), deutscher KabarettistJosef Brustmann (* 1954)

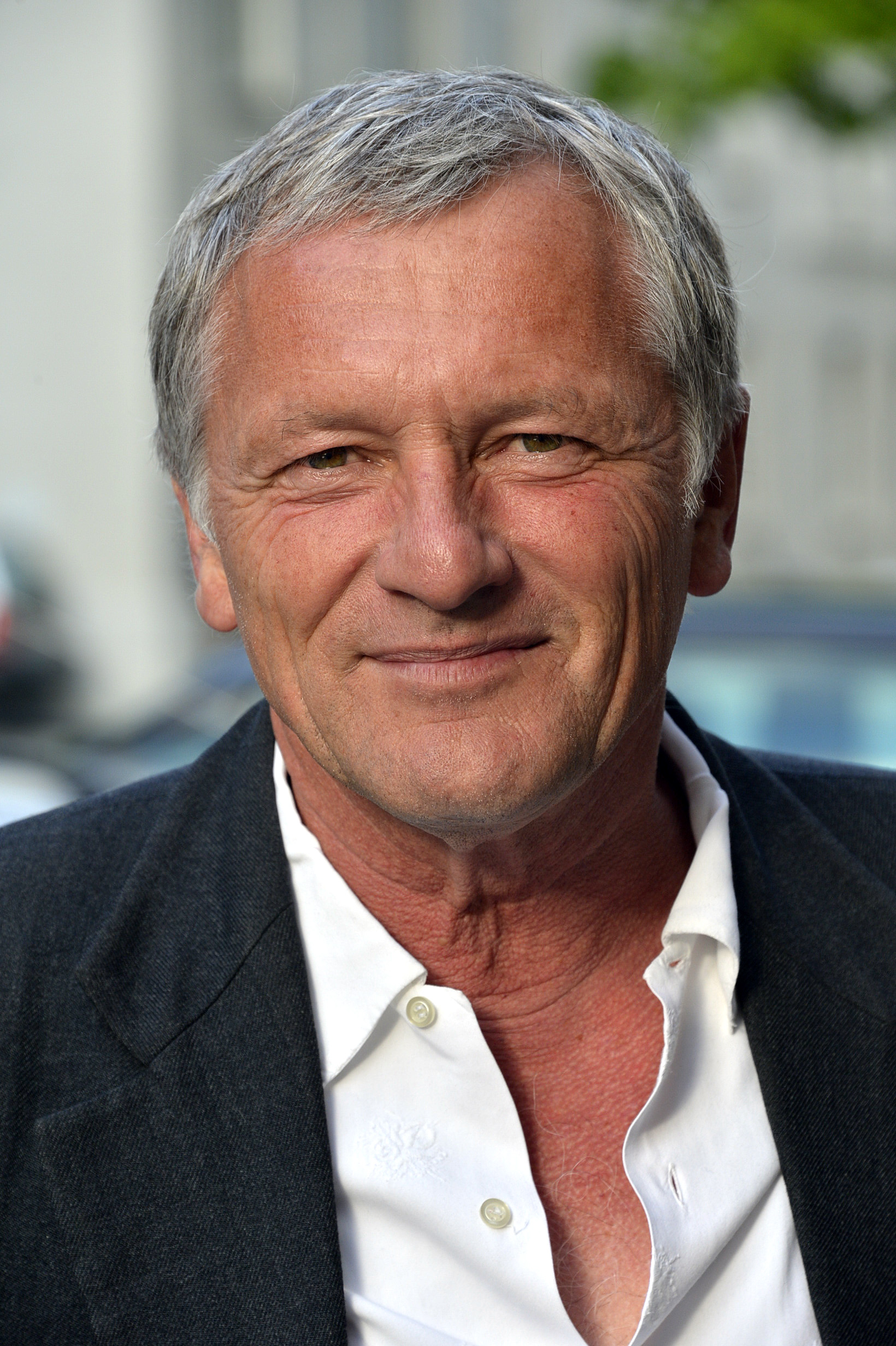
Josef Brustmann (* 1954)

- Brustmann, Martin (1885–1964), deutscher Leichtathlet, Sportmediziner und SS-Führer
- Brusto, Max (1906–1998), deutscher Journalist und Schriftsteller
- Brustolin, Leomar Antônio (* 1967), brasilianischer Geistlicher, römisch-katholischer Erzbischof von Santa Maria

### Brusv
- Brusveen, Håkon (1927–2021), norwegischer Skilangläufer
- Brusveen, Kjellfrid (1926–2009), norwegische Skilangläuferin

### Brusy
- Brusylowskyj, Anatolyj (* 1932), ukrainisch-russischer Grafiker und Fotograf

### Brusz
- Bruszewski, Wojciech (1947–2009), polnischer Konzeptkünstler, Videokünstler, Fotograf, Regisseur und Multimediakünstler
- Brusztein, Aleksandra (1884–1968), polnisch-russische Schriftstellerin